# Miramont-d’Astarac
Miramont-d’Astarac (okzitanisch gleichlautend) ist eine französische Gemeinde mit 351 Einwohnern (Stand: 1. Januar 2022) im Département Gers in der Region Okzitanien (vor 2016 Midi-Pyrénées). Sie gehört zum Arrondissement Mirande und zum Kanton Mirande-Astarac. Die Einwohner werden Miramontais genannt.

## Lage
Miramont-d’Astarac liegt etwa 17 Kilometer südwestlich von Auch. Nachbargemeinden von Miramont-d’Astarac sind Lamazère im Norden, Saint-Jean-le-Comtal im Nordosten, Labéjan im Osten, Idrac-Respaillès im Süden, Mirande im Westen und Südwesten sowie Mouchès im Nordwesten.
Durch die Gemeinde führt die Route nationale 21.

## Bevölkerungsentwicklung
| Jahr                       | 1962 | 1968 | 1975 | 1982 | 1990 | 1999 | 2006 | 2011 | 2020 |
| Einwohner                  | 282  | 265  | 223  | 253  | 314  | 344  | 361  | 357  | 347  |
| Quellen: Cassini und INSEE |      |      |      |      |      |      |      |      |      |

## Sehenswürdigkeiten
- Kirche Saint-Gilles aus dem 19. Jahrhundert
- Kapelle Saint-Michel-de-Vicnau
- Kapelle Saint-Jean-Baptiste-de-Laffitte aus dem 17./18. Jahrhundert
- Schloss Beaulieu aus dem 17. Jahrhundert
- Turm

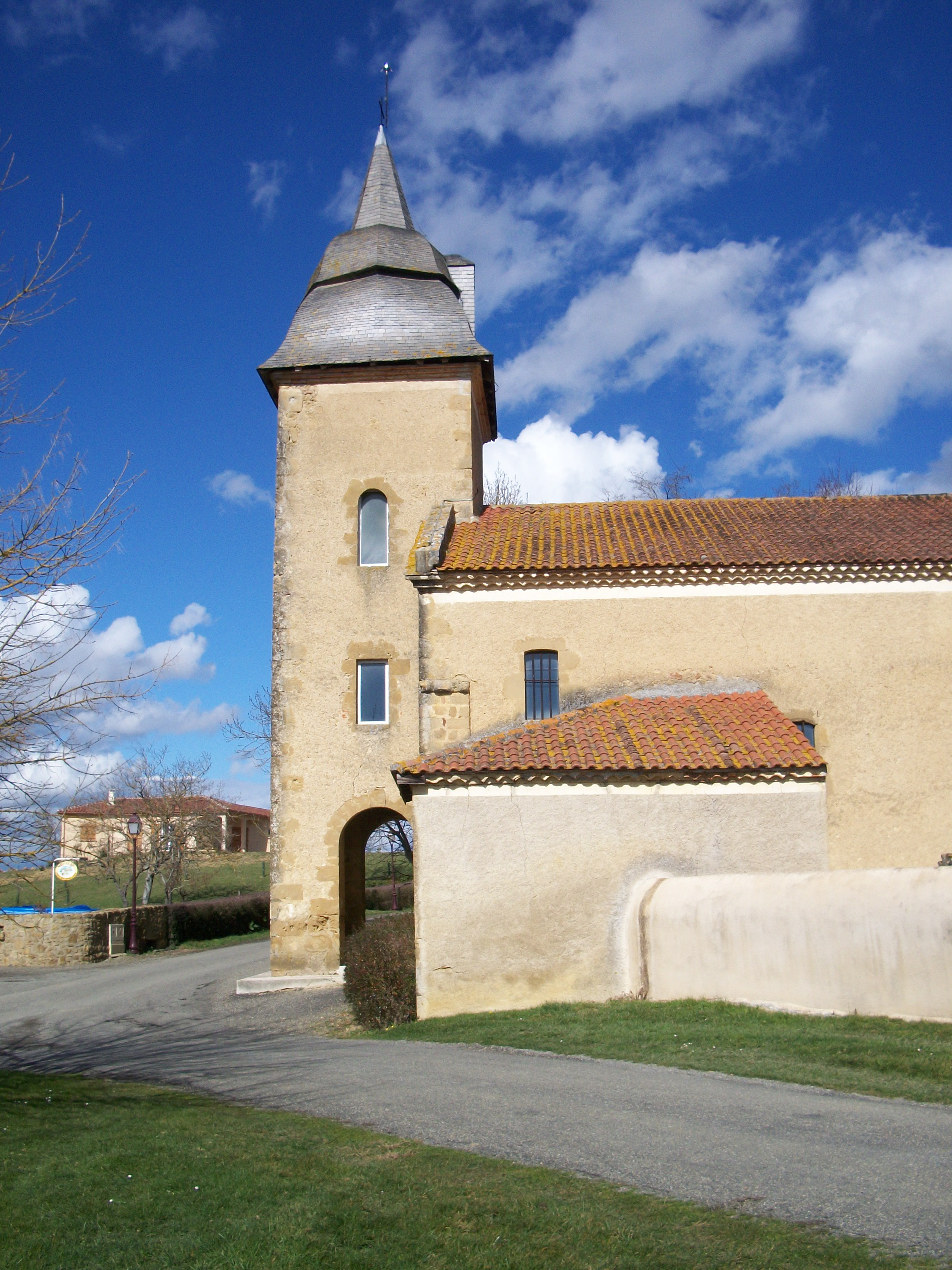
Kirche Saint-Gilles
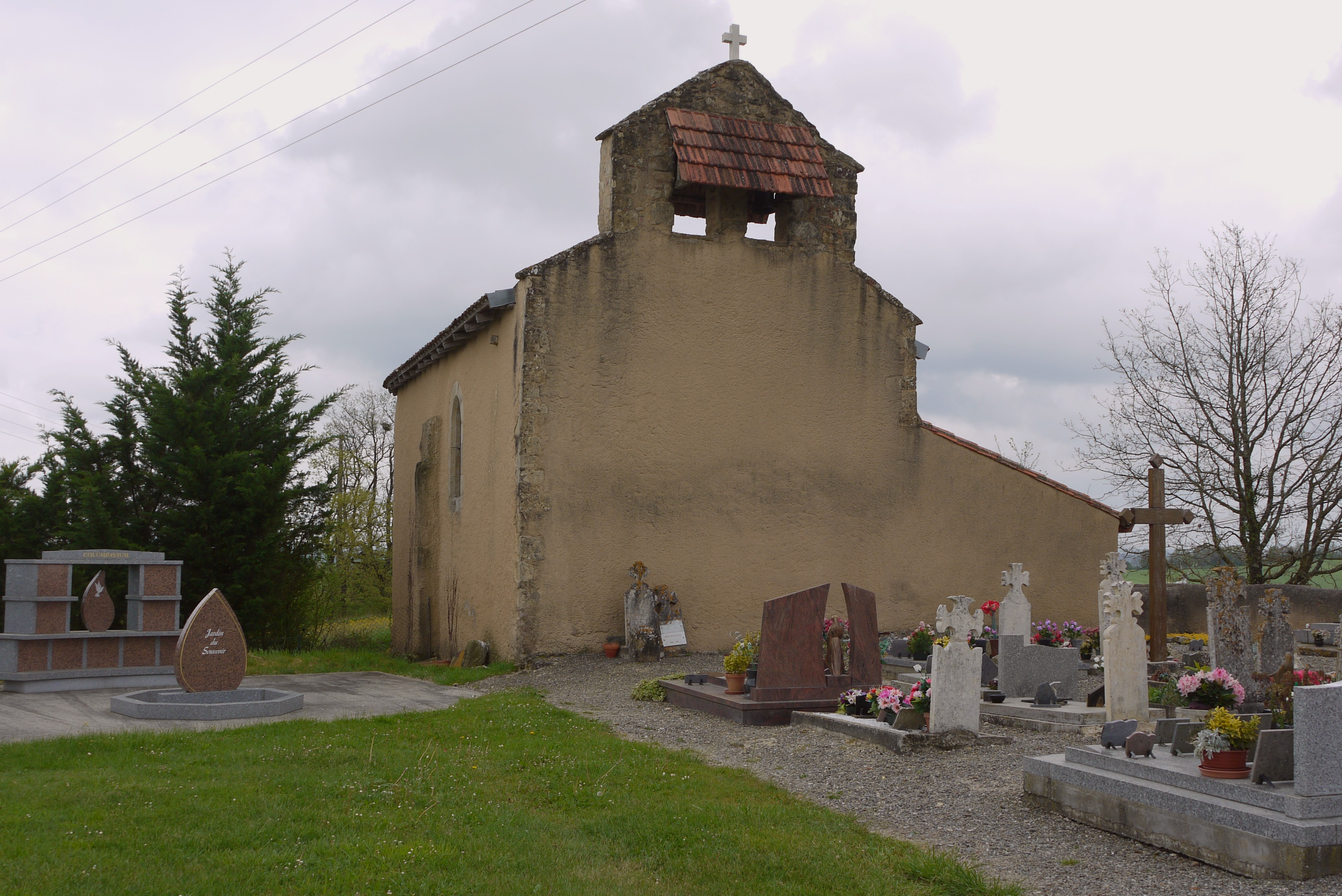
Kapelle Saint-Michel-de-Vicnau
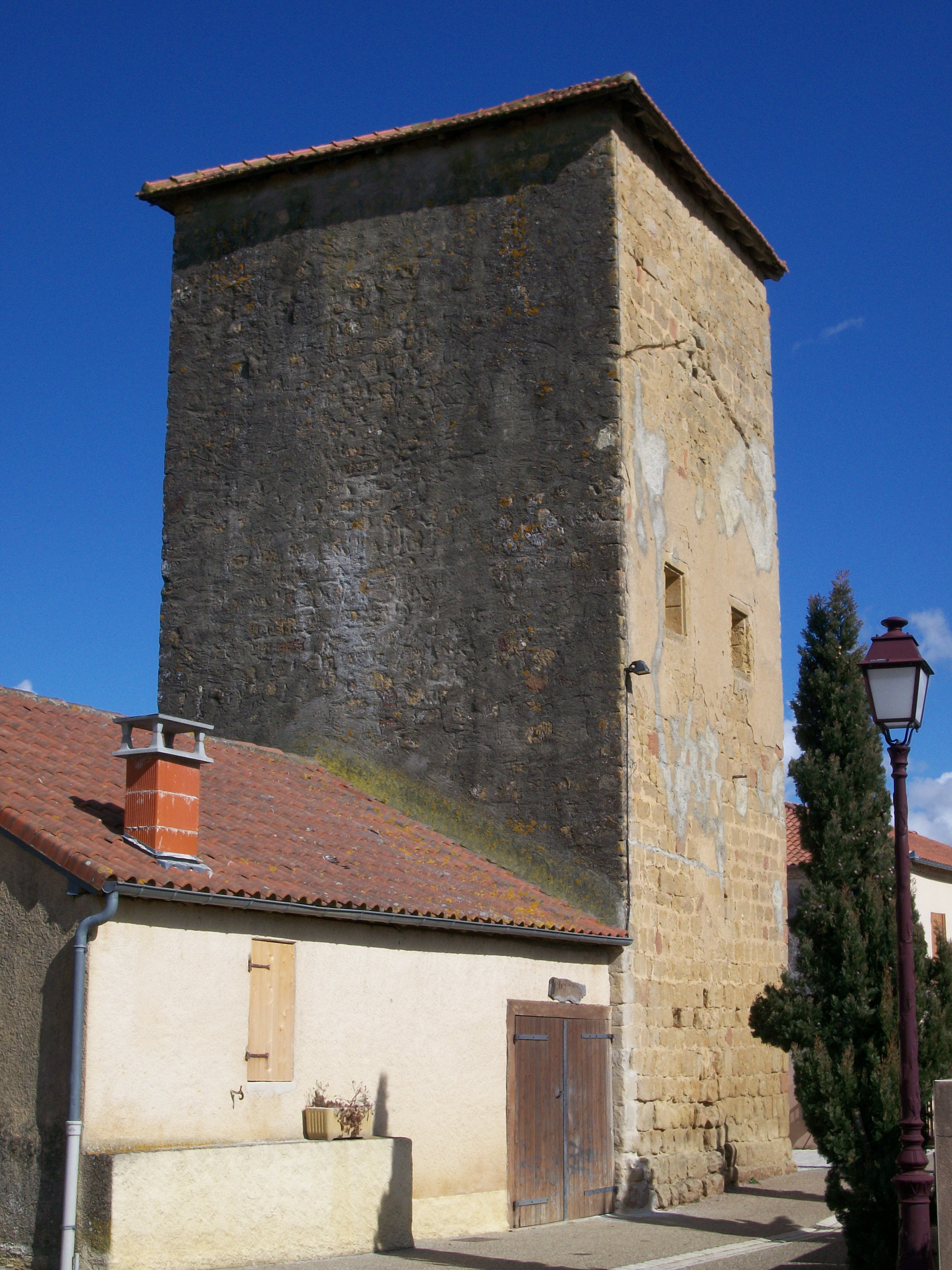
Turm